# Route nationale 823
Die Route nationale 823, kurz N 823 oder RN 823, war eine französische Nationalstraße, die in den Jahren von 1933 bis 1973 zwischen La Chartre-sur-le-Loir und Mayenne verlief. Der Abschnitt zwischen der Nationalstraße 23 und des Contournement Sud du Mans wurde 1973 in die Nationalstraße 223 umgewidmet. Dieser wurde 1990 dann auch endgültig abgestuft. Die Gesamtlänge der Straße betrug 121 Kilometer.